# Портленд (Арканзас)
Портленд (англ. Portland, Arkansas) — город, расположенный в округе Ашли (штат Арканзас, США) с населением в 552 человека по статистическим данным переписи 2000 года.

## География
По данным Бюро переписи населения США город Портленд имеет общую площадь в 2,85 квадратных километров, водных ресурсов в черте населённого пункта не имеется.
Город Портленд расположен на высоте 38 метров над уровнем моря.

## Демография
По данным переписи населения 2000 года в Портленде проживало 552 человека, 152 семьи, насчитывалось 213 домашних хозяйств и 247 жилых домов. Средняя плотность населения составляла около 197 человек на один квадратный километр. Расовый состав Портленда по данным переписи распределился следующим образом: 55,62 % белых, 42,93 % — чёрных или афроамериканцев, 0,18 % — коренных американцев, 0,36 % — представителей смешанных рас, 0,91 % — других народностей. Испаноговорящие составили 2,72 % от всех жителей города.
Из 213 домашних хозяйств в 31,5 % — воспитывали детей в возрасте до 18 лет, 54,0 % представляли собой совместно проживающие супружеские пары, в 15,0 % семей женщины проживали без мужей, 28,2 % не имели семей. 26,3 % от общего числа семей на момент переписи жили самостоятельно, при этом 15,5 % составили одинокие пожилые люди в возрасте 65 лет и старше. Средний размер домашнего хозяйства составил 2,59 человек, а средний размер семьи — 3,12 человек.
Население города по возрастному диапазону по данным переписи 2000 года распределилось следующим образом: 27,4 % — жители младше 18 лет, 8,2 % — между 18 и 24 годами, 25,2 % — от 25 до 44 лет, 21,7 % — от 45 до 64 лет и 17,6 % — в возрасте 65 лет и старше. Средний возраст жителей составил 38 лет. На каждые 100 женщин в Портленде приходилось 89,0 мужчин, при этом на каждые сто женщин 18 лет и старше приходилось 93,7 мужчин также старше 18 лет.
Средний доход на одно домашнее хозяйство в городе составил 28 036 долларов США, а средний доход на одну семью — 32 375 долларов. При этом мужчины имели средний доход в 23 750 долларов США в год против 20 446 долларов среднегодового дохода у женщин. Доход на душу населения в городе составил 13 094 доллара в год. 14,5 % от всего числа семей в округе и 15,9 % от всей численности населения находилось на момент переписи населения за чертой бедности, при этом 11,3 % из них были моложе 18 лет и 19,3 % — в возрасте 65 лет и старше.

## Известные уроженцы и жители
- Ллойд Энтони Мосби — бывший игрок Главной лиги бейсбола